# 396
| [ Edytuj tabelę ] |                              |
| Cesarz Bizancjum  | - 395 Arkadiusz 408          |
| Władca Guptów     | - 375 Ćandragupta II 414     |
| Chan Hunów        | - 390 Uldin 411              |
| Władca Korei      | - 391 Kwanggaet’o Wielki 413 |
| Papież            | - 384 Syrycjusz 399          |
| Król Persji       | - 388 Bahram IV 399          |
| Cesarz Rzymu      | - 395 Flawiusz Honoriusz 423 |
| Król Wandalów     | - 359 Godigisel 406          |
| Król Wizygotów    | - 395 Alaryk 410             |

Rok 396 / CCCXCVI
stulecia: III wiek ~
IV wiek ~
V wiek

lata: 386 «
391 «
392 «
393 «
394 «
395 «
396
» 397
» 398
» 399
» 400
» 401
» 406

## Wydarzenia
- Azja
  - An nowym cesarzem chińskim
- Europa
  - zwycięstwo Stylichona z Wizygotami w Grecji
  - zakaz misteriów eleuzyjskich, prastarych obrzędów ku czci Demeter i jej córki Persefony

## Urodzili się
- Petroniusz Maksymus (Petronius Maximus) – data przybliżona

## Zmarli
- Xiaowu (cesarz chiński)